# Fotino (gaugino)
Um fotino é uma partícula subatômica hipotética, o férmion WIMP superparceiro do fóton previsto por supersimetria. É um exemplo de gaugino. Embora nenhum fotino tenha sido observado até agora, ele é um dos candidatos à partícula supersimétrica mais leve do universo.